# كوني باراسكفين
كوني باراسكفين (بالإنجليزية: Connie Paraskevin) مواليد 4 يوليو 1961 في ديترويت، ميشيغان، الولايات المتحدة، هي دراج أمريكية سابقة في صنف سباق الدراجات على المضمار. سبق أن شاركت في دورة الألعاب الأولمبية الصيفية وفازت بميدالية أولمبية.

## الميداليات
| الميدالية | المسابقة                               |
| --------- | -------------------------------------- |
| برونزية   | الألعاب الأولمبية الصيفية 1988         |
| ذهبية     | بطولة العالم للدراجات على المضمار 1982 |
| ذهبية     | بطولة العالم للدراجات على المضمار 1983 |
| ذهبية     | بطولة العالم للدراجات على المضمار 1984 |
| ذهبية     | بطولة العالم للدراجات على المضمار 1990 |
| فضية      | بطولة العالم للدراجات على المضمار 1985 |
| برونزية   | بطولة العالم للدراجات على المضمار 1986 |
| برونزية   | بطولة العالم للدراجات على المضمار 1987 |
| برونزية   | بطولة العالم للدراجات على المضمار 1991 |
| برونزية   | 1978                                   |

## وصلات خارجية
- الموقع الرسمي

## روابط خارجية
- كوني باراسكفين على موقع أرشيف الدراجات (الإنجليزية)
- كوني باراسكفين على موقع CycleBase (الإنجليزية)
- كوني باراسكفين على موقع SpeedSkatingBase.eu (الإنجليزية)
- كوني باراسكفين على موقع SpeedSkatingNews.info (الإنجليزية)
- كوني باراسكفين على موقع SpeedSkatingStats.com (الإنجليزية)
- كوني باراسكفين على موقع اللجنة الأولمبية الدولية (الإنجليزية)
- كوني باراسكفين على موقع أوليمبيديا (الإنجليزية)